# وليد قنباز
وليد قُنباز (1935 - 10 مارس 2005) شاعر وكاتب سوري. ولد في مدينة حماة. حصل على إجازة في اللغة العربية‌ من جامعة دمشق، عام 1960 ودبلوم في التربية العامّة، 1961. عمل مدرّسًا للّغة العربية في سوريا والجزائر مدّة سبعة عشر عامًا، ثم انتقل إلى الهيئة المركزية للرقابة والتفتيش. نشر شعره في عدّة صحف ومجلّات عربية مثل الثقافة والديار والمجاهد وغيرها. له ديوان شعر وعدة مؤلفات أدبية وتاريخية ومقالات ودراسات. 

## سيرته
ولد وليد قنباز سنة 1354 هـ/ 1935 م في حماه. درس بها ثم في جامعة دمشق وتخرج فيها 1960، ثم حصل على الدبلوم في التربية العامة 1961. عُيِّن مدرساً للغة العربية في ثانويات: معرة النعمان، وسلمية، وحماة. وتسلم إدارة ثانوية ابن رشد. قصد الجزائر في البعثة التعليمية لتعريب التعليم واستقر في مدينة باتنة بين عامي 1967 - 1972، ثم انتقل إلى الهيئة المركزية للرقابة والتفتيش.

نشر العديد من دراساته وقصائده الشعرية في الكثير من الصحف والمجلات مثل الثقافة الدمشقية، والديار اللبنانية، والمجاهد الجزائرية والفداء الحموية، وغيرها. له إسهامات كثيرة في البرامجع التلفزيونية التي بثت من تلفزيونات العالم العربي، وبلغ عدد بضعة وعشرين لقاء في مختلف شؤون الأدب والفكر والشعر والتاريخ والآثار. حصل على جوائز محلية محدودة. كان عضوًا في اتحاد الكتاب العرب. 

توفي يوم 10 مارس 2005/ 30 محرم 1426 في حماة. 

## مؤلفاته
- من القلب، ديوان شعر
- ديوان الحبيبة والعشيقة
- في عصر الانحطاط
- في الأدب الاجتماعي
- في الأدب المهجري
- الفنون الأدبية
- رجال من بلدي
- محمد العيد – أمير شعراء الجزائر
- الدكتور وجيه البارودي كما عرفته
- أفامية عبر التاريخ
- شيزر عبر التاريخ

## وصلات خارجية
- في موقع أرشيف المجلات